# Гендерсон (острів)
Гендерсон — безлюдний кораловий острів в південній частині Тихого океану, з 1902 року входить до складу володіння Великої Британії Піткерн.

## Географія
Гендерсон розташований у південній частині Тихого океану за 193 км на північний схід від острова Піткерн. За походженням — піднятий атол. Довжина острова — 9,6 км, ширина — 5,1 км, площа — 37,3 км ². Максимальна висота над рівнем океану — 33 м. Острів малодоступний для людей. У 1988 Гендерсон оголошений ділянкою Світової Спадщини ЮНЕСКО, внаслідок того, що колонії рідкісних птахів і фосфатні поклади на ньому залишилися так і не займаними людиною. Утворені відразу трьома підводними вулканами — Адамс, Янг і Баунті, дві третини узбережжя Гендерсона оточені молодим кораловим рифом, а підняті на 15 метрів прибережні скелі утворені древніми кораловими рифовими масивами. У північній частині острова є три пляжі.
Вапнякові породи, з яких складається острів, непридатні для землеробства. Крім того, вони роблять сходження на його схили досить важким заходом, оскільки мають гострі грані і розсипаються під ногами. Внутрішні території острова рясно заросли щільними «хащами» колючих чагарників, які слугують ідеальним місцем для гніздування птахів. Чотири види птахів є ендеміками острова: чорні погоничі (Porzana atra), гендерсонські тілопо (Ptilinopus insularis), гендерсонські лорі-віні (Vini stepheni) і гендерсонські очеретянки (Acrocephalus taiti). На острові ростуть також 63 види рослин (9 ендеміків), живуть 16 видів равликів (4 ендеміка) і один вид метеликів. Гендерсон майже позбавлений прісної води, проте має прісноводне джерело в печері на півночі острова.

## Історія
Однією із загадок острова є печера з джерелом, в якій виявлені людські скелети. Вважається, що це поховання стародавніх полінезійців, що приплили з архіпелагу Гамб'є в південно-східній частині французької Полінезії, але досі точне походження перших поселенців острова не встановлене. Вони залишили численні поховання, що містять людські скелети, а також загадкові петрогліфи на навколишніх скелях, земляні печі, кам'яні знаряддя та інші вироби, хоча ніхто не знає, звідки вони прибули і носіями якої культури були. Згідно з археологічними даними люди на острові жили в XII — XV століттях. Причини зникнення людей з острова невідомі, проте вважається що це пов'язано із занепадом поселень людей на Піткерні і атолі Мангарева.
Першим європейцем, який побачив острів став 29 січня 1606 Педро Фернандес де Кірос. Він назвав його островом Святого Івана Хрестителя (ісп. San João Baptista). 17 січня 1819 острів був повторно виявило судно «Геркулес» британської Ост-Індської компанії на чолі з капітаном Гендерсоном, на честь якого і назвали острів. 2 березня 1819 на острові зупинялося судно «Елізабет» під управлінням капітана Генрі Кінга. Його команда вирізала назву судна на дереві і протягом декількох років острів мав подвійну назву.
З 20 по 27 грудня 1820 року, на острові перебували члени екіпажу потерпілого в аварії китобійного судна «Ессекс», які доплили туди на рятувальних шлюпках. Троє членів екіпажу (Томас Чаппел, Сет Вїк, Вільям Райт) вирішили залишитися на острові, в той час як інша частина команди попливла до Південної Америки. 9 квітня 1821 року всі моряки були врятовані.
У 1980-ті роки бізнесмен Артур Ратліфф зі США пропонував купити або орендувати острів і організувати на ньому невелике поселення зі злітно-посадковою смугою. Рада Піткерна дала свою згоду на це у квітні 1981 року, проте Міністерство закордонних справ та у справах Співдружності націй Великої Британії ветувало це рішення для охорони природи острова, який пізніше став об'єктом всесвітньої спадщини.
Раз на рік жителі Піткерна приїжджають на острів для заготівлі дерев видів лат. Thespesia populnea і лат. Cordia subcordata. Ці дерева вони використовують для виготовлення виробів, які забезпечують їм значну частину доходів.
Проте, в останній час Велика тихоокеанська сміттєва пляма в поверхневих водах Тихого океану поширилася далеко на південь та досягнула океанського простору поміж Новою Зеландією та Чилі. Так, у 2023 році, вчені австралійського Університету Тасманії дослідили острів Гендерсон, який став яскравим прикладом руйнівного впливу пластикових відходів на довкілля. Дослідники виявили, що острів має найвищу щільність пластикових відходів серед усіх інших місць у світі. За їхніми підрахунками, на острові накопичилося у вигляді пластикових скель близько 38 мільйонів шматків пластику, причому понад 13 000 шматків пластику прибиває до берега острову щодня.

## Цікаві факти
- На острові Гендерсон (під вигаданою назвою «Золотий острів») розгортаються події у фантастичному романі Олексія Толстого «Гіперболоїд інженера Гаріна». Саме тут інженер Гарін за допомогою гіперболоїда створює шахту, що досягає олівінового пояса з невичерпними запасами золота. У романі вказані координати (24 градуси південної широти і 130 градусів західної довготи) сусіднього острова — Оено, що являє собою лише невеликий атол, але опис «Золотого острова» (скелястий острів, неправильної форми, схожої на "обриси Африки в крихітному масштабі ") явно відповідає описові острова Гендерсон, розміщеного на 128-му градусі західної довготи.